# Michael Curtiz
Michael Curtiz (n. 24 decembrie 1886, Budapesta, Austro-Ungaria – d. 10 aprilie 1962, Sherman Oaks, Los Angeles, California, SUA) a fost un regizor maghiar-american, câștigător al Premiului Oscar. Primele sale filme le-a semnat ca Mihály Kertész sau Michael Kertész. A regizat mai mult de 50 de filme în Europa și peste 100 în Statele Unite, majoritatea pelicule clasice ale cinematografiei americane, cum ar fi The Adventures of Robin Hood, Captain Blood, Dodge City, The Sea Hawk, Îngeri cu fețe murdare, Casablanca, pentru care a obținut Premiul Oscar, Yankee Doodle Dandy și White Christmas. A activat în perioada de glorie a studioului Warner Bros. Pictures, din anii 1930 și 1940.
A avut mai puțin succes după sfârșitul anilor 1940, când a încercat să devină producător și independent, dar a continuat să lucreze până aproape de sfârșitul vieții sale.

## Biografie

### Începutul vieții
Michael Curtiz s-a născut Manó Kertész Kaminer într-o familie de evrei din Budapesta, la acea vreme în Austro-Ungaria. A declarat că s-a născut pe 24 decembrie 1886. Atât ziua cât și anul nașterii sale se află sub discuție: el obișnuia să inventeze povești despre prima parte a vieții sale, inclusiv faptul că a trebuit să fugă de acasă pentru a intra într-o trupă de circ și că a fost membru al Naționalei de scrimă a Ungariei la Jocurile Olimpice de vară din 1912, dar se pare că a crescut într-o familie de clasă mijlocie. A studiat la Universitatea Markoszy și la Academia Regală de Teatru și Artă din Budapesta, înainte să își înceapă cariera de actor și regizor ca Mihály Kertész la Teatrul Național Maghiar în 1912.
Se cunosc puține informații despre primele sale prestații ca regizor și nu se știe ce rol a jucat în regia primelor sale filme, dar se știe că a regizat cel puțin un film în Ungaria înainte să petreacă șase luni în 1913 la studioul Nordisk din Danemarca. În timp ce se afla în Danemarca, Curtiz a lucrat ca regizor asistent al lui August Blom în primul lung-metraj danez, Atlantis. Înainte de izbucnirea războiului a turnat la Benediugu Dejului o parte a peliculei Banul Bánk. La începutul Primului Război Mondial a fost înrolat în artileria armatei austro-ungare, după care s-a întors la cinematografie în 1915. În acel an sau în anul următor s-a căsătorit cu actrița Lucy Doraine. Cei doi au divorțat în 1923.
Curtiz a părăsit Ungaria și s-a stabilit la Viena după ce industria filmului a fost naționalizată în 1919, în timpul scurtei Republici Sovietice Ungaria. A realizat cel puțin 21 de filme pentru Sascha-Film, printre ele filmele epice biblice Sodoma și Gomora (1922) și Domnița robilor (Die Sklavenkönigin, 1924). Ultimul, lansat în Statele Unite sub numele de Moon of Israel, a captat atenția lui Jack Warner, care l-a angajat pe Curtiz la propriul său studio cu intenția de a face un film asemănător pentru Warner - Noah's Ark, care a fost lansat în 1928. A doua căsnicie a lui Curtiz, cu actrița Lili Damita, a durat din 1925 până în 1926. Când a venit în America, Curtiz a lăsat cel puțin un fiu nelegitim și o fiică nelegitimă.

### Cariera din SUA
Curtiz a sosit în Statele Unite în 1926 (după unii pe 4 iulie, după alții în luna iunie) și și-a schimbat numele în Michael Curtiz. A avut o carieră lungă și prolifică la Hollywood, regizând peste 100 de filme aparținând multor genuri. În anii 1930, Curtiz era trecut la patru filme într-un singur an, deși nu întotdeauna era singurul regizor al acestor proiecte. În perioada dinaintea Codului Cenzurii, Curtiz a regizat filme cum ar fi Mystery of the Wax Museum, Doctor X și The Kennel Murder Case.
La mijlocul anilor 1930 a început seria de succes a filmelor de aventură cu Errol Flynn ce au inclus Captain Blood (1935), The Charge of the Light Brigade (1936), The Adventures of Robin Hood (1938), Dodge City (1939), The Private Lives of Elizabeth and Essex (1939), The Sea Hawk (1940) și Santa Fe Trail (1940).
La începutul anilor 1940 Curtiz a devenit destul de bogat, având un salariu de 3.600 $ pe săptămână și având o vilă echipată cu teren de polo. Unul dintre numeroșii săi parteneri de polo a fost Hal B. Wallis, pe care Curtiz la cunoscut la sosirea sa în Statele Unite și cu care a avut o relație foarte apropiată. Soția lui Wallis, actrița Louise Fazenda și a treia soție a lui Curtiz, Bess Meredyth, o actriță și scenaristă, au fost prietene apropiate de la căsătoria lui Meredyth cu Curtiz în 1929. Curtiz era în mod frecvent infidel și a avut numeroase relații sexuale cu figurantele de pe platou; Meredyth l-a părăsit la un moment dat pentru scurt timp dar au rămas căsătoriți până în 1961, cu puțin timp înainte de moartea lui Curtiz. Ea a fost ajutoarea lui Curtiz oricând acesta trebuia să citească scenarii sau alte lucruri care depășeau cunoștințele sale de limba engleză și o telefona în mod frecvent pentru a cere sfat când interveneau probleme la filmări.
Exemple de filme ale lui Curtiz din anii 1940 includ The Sea Wolf (1941), Casablanca (1942) și Mildred Pierce (1945). În această perioadă a regizat și filmul de propagandă pro-sovietic Mission to Moscow (1943), un film care a fost cerut de președintele Franklin D. Roosevelt pentru a ajuta efortul de război. Alte filme ale lui Curtiz includ Four Daughters (1938), Yankee Doodle Dandy (1942), Life With Father (1947), Young Man with a Horn și The Beaking Point (ambele din 1950).
Deși Curtiz a reușit să părăsească Europa înaintea instaurării nazismului, alți membri ai familiei sale nu au fost atât de norocoși. Familia surorii sale a fost trimisă la Auschwitz, unde soțul acesteia a murit. Curtiz a donat o parte din propriul salariu Fundației Europene de Film, a asociație benevolă care ajuta refugiații europeni din industria filmului să se descurce în SUA.
La sfârșitul anilor 1940 a făcut o nouă înțelegere cu Warner în urma căreia studioul și propria sa companie de producție aveau să împartă costurile și profiturile filmelor sale. Aceste filme nu s-au descurcat bine, fie din cauza schimbărilor din industria filmului, fie din cauza faptului că Curtiz "nu avea aptitudinile de a șlefui integritatea unui film". Lungul parteneriat dintre regizor și studio s-a încheiat printr-un proces la tribunal.
După ce afiliația sa cu Warner s-a încheiat, Curtiz a continuat să regizeze filme ca independent după anul 1954. Printre aceste filme se numără The Egyptian (1954) pentru 20th Century Fox, având în rolurile principale pe Jean Simmons, Victor Mature și Gene Tierney. A regizat multe filme pentru Paramount, inclusiv White Christmas (1954), cu Bing Crosby în rol principal, We're No Angels (1955), cu Humphrey Bogart în rol principal și King Creole (1958) cu Elvis Presley. Ultimul său film, The Comancheros, a fost lansat cu mai puțin de un an înainte de moartea sa, pe 10 aprilie 1962 în urma unui cancer.
În intreaga sa carieră de la Hollywood, Michael Curtiz a acumulat patru nominalizări la premiile Oscar, pentru filmele Angels with Dirty Faces, Four Daughters, Yankee Doodle Dandy și Casablanca, câștigând premiul pentru ultimul. De asemenea, șase filme regizate de Curtiz au fost nominalizate pentru Cel mai bun film: Captain Blood (1935), The Adventures of Robin Hood (1938), Four Daughters (1938), Yankee Doodle Dandy (1942), Casablanca (1942) și Mildred Pierce (1945). În 1960, Michael Curtiz a primit o stea pe Hollywood Walk of Fame. În 2007, AFI (American Film Institute) a poziționat Casablanca pe locul 3 și Yankee Doodle Dandy pe locul 98 în topul celor mai bune filme americane din istorie.

## Filmografie selectivă
- 1914 Banul Bank (Bánk bán)
- 1918 Alraune
- 1918 Văduva veselă (A víg özvegy)
- 1922 Sodoma și Gomora (Sodom und Gomorrha)
- 1935 Căpitanul Blood (Captain Blood)
- 1936 Misiunea brigăzii 41 (The Charge of the Light Brigade)
- 1938 Aventurile lui Robin Hood (The Adventures of Robin Hood)
- 1939 Elisabeta și Essex (The Private Lives of Elizabeth and Essex)
- 1939 Orașul blestemaților (Dodge City)
- 1940 Cavalcada eroică (Virginia City)
- 1940 Corsarul (The Sea Hawk)
- 1940 Traseul Santa Fe (Santa Fe Trail)
- 1942 Casablanca
- 1945 Mildred Pierce
- 1954 Crăciun alb (White Christmas)
- 1955 Nu suntem îngeri (We're No Angels)